# Ilan Mor

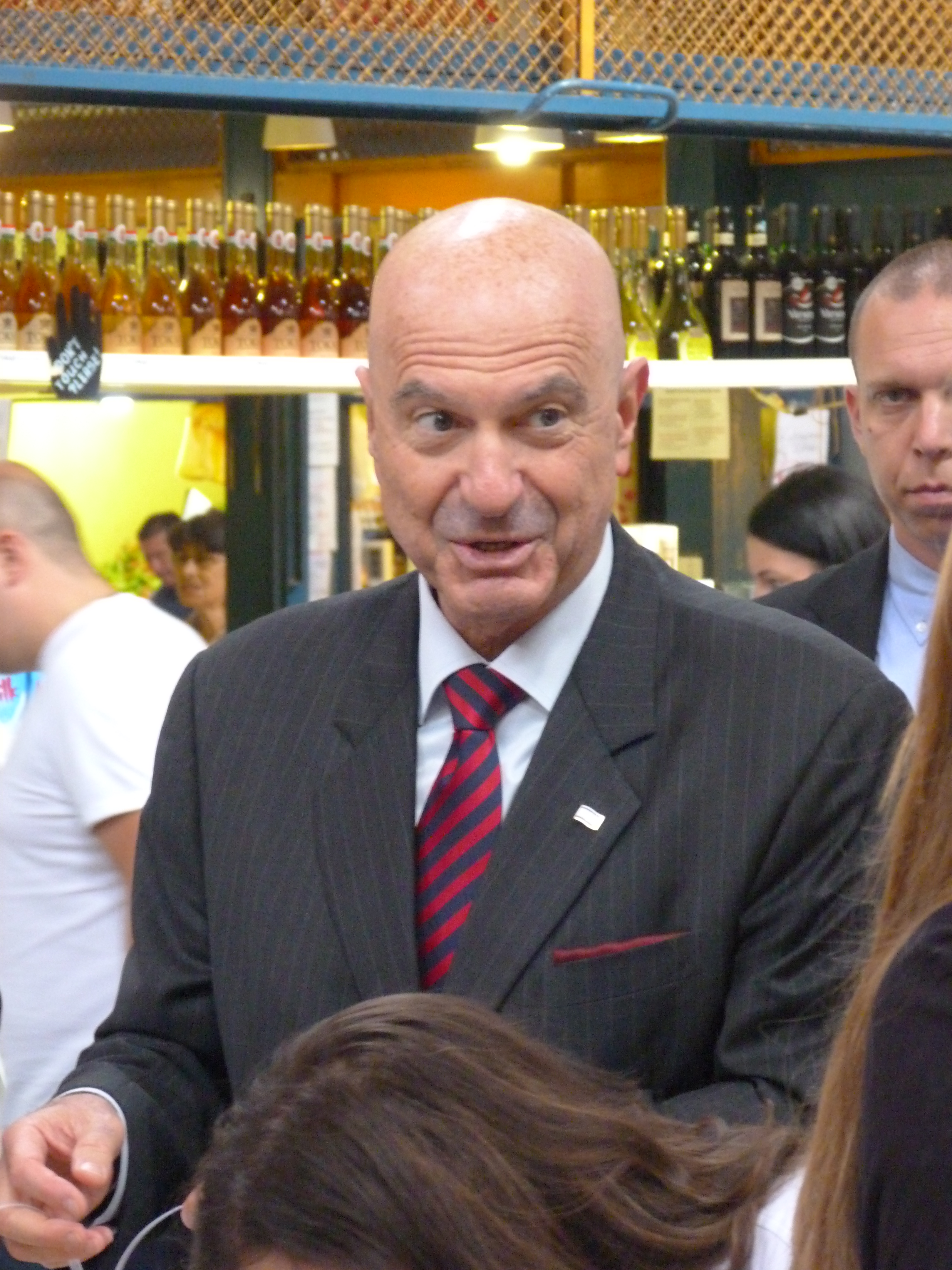
Ilan Mor (2013)

Ilan Mor (geboren 1955 in Israel) ist ein israelischer Diplomat. Er war von 2019 bis 2022 Botschafter Israels in Kroatien.

## Leben
Ilan Mors Eltern stammten aus Rumänien und Polen und haben den Holocaust überlebt; zahlreiche ihrer Verwandten starben in Auschwitz. Mor wohnt in Tel Aviv. Er ist Vater von zwei Kindern.
Mor ist seit 1983 im Staatsdienst Israels tätig. Seine diplomatische Karriere brachte ihn u. a. nach Monrovia, Los Angeles und Peking. Er war von 2004 bis 2009 als Gesandter in der israelischen Botschaft in Berlin tätig, davor von 1992 bis 1996 auch in der israelischen Botschaft in der damaligen Bundeshauptstadt Bonn, und konnte mit seinen Deutschkenntnissen die Botschafter Schimon Stein und Joram Ben-Zeev unterstützen. Nachdem er wieder zwei Jahre im israelischen Außenministerium tätig gewesen war, wurde er 2011 nach Budapest entsandt, wo heute die größte jüdische Gemeinde Mittel- und Osteuropas lebt. Um den gegenwärtigen nationalistischen und antisemitischen Strömungen in Ungarn entgegenzuwirken, unterstützte Mor die Katholische Péter-Pázmány-Universität bei der Einrichtung eines Studium-Generale-Fachs zum Holocaust.

## Schriften (Auswahl)
- Der gemeinsame Feind, in: Internationale Politik, Vol. 61, 2006, No. 8, S. 79–83